# Fulija
Fulija är en ö i Kroatien.   Den ligger i länet Zadars län, i den södra delen av landet, 210 km söder om huvudstaden Zagreb.
Terrängen på Fulija är platt. Öns högsta punkt är 26 meter över havet. 